# Tiffany Espensen
Tiffany Espensen (ur. 10 lutego 1999 w Zhanjiang) – amerykańska aktorka filmowa i telewizyjna, chińskiego pochodzenia.
Występowała w roli Piper Peckinpaw z serialu młodzieżowego Nickelodeon – Mega przygody Bucketa i Skinnera. Wystąpiła również w innych serialach jak Hannah Montana, True Jackson czy Zeke i Luther.

## Filmografia
- 2007: Hannah Montana jako Samantha (odcinek Achey Jakey Heart: Part 1)
- 2008: Agenci NCIS jako Amanda Lee, siostra Michelle Lee (odcinek Dagger)
- 2009: True Jackson jako mała Lulu (odcinek Back to School)
- 2009-2010: Fineasz i Ferb jako Ginger (głos)
- 2010: Repo Men – Windykatorzy jako mała Alva
- 2011: Hop jako Alex Królicka
- 2011: Dr House jako Sophie (odcinek Two Stories)
- 2011-2012: Mega przygody Bucketa i Skinnera jako Piper Peckinpaw
- 2014-2017: Kirby Buckets jako Belinda (serial, główna obsada)
- 2017: Spider-Man: Homecoming jako Cindy
- 2017: Carving a Life jako Veronica
- 2018: Avengers: Wojna bez granic jako Cindy
- 2018: Best. Worst. Weekend. Ever. jako Chloe (miniserial, 6 odc.)
- 2019: Lwia Straż jako Heng Heng / Rama (serial, 4 odc.)
- 2020-2021: Alexa & Katie jako Jessica (serial, 2 odc.)